# Pont des Anses-Saint-Jean
Pour les articles homonymes, voir L'Anse-Saint-Jean.
Le pont des Anses-Saint-Jean, est un pont couvert construit en 1931 qui franchit la rivière Matapédia à Amqui qui est toujours en utilisation.

## Structure
Le pont couvert est en treillis de type town construit en bois. Le pont est de couleur blanche avec le toit rouge. Il a une longueur totale de 44,08 m et une largeur totale de 6,32 m. Il n'y a qu'une voie pour la circulation.

## Annexe